# Opération Davy Jones' Locker

L'opération Davy Jones' Locker est une opération militaire américano-britannique réalisée entre 1946-1948, qui a consisté en l'immersion sauvage de stock d'armes chimiques allemandes de la seconde guerre mondiale dans le détroit de Skagerrak. Elle est baptisée en référence à Davy Jones.

## Contexte
À la suite de la défaite nazie, le nouvel état allemand a conservé et stocké de grandes quantités d’armes chimiques. Cependant, l'Allemagne a rapidement accepté de s'en séparer en vue de leur destruction. Un total de 296 103 tonnes d'armes chimiques ont été trouvées dans l'ensemble des quatre zones d'occupation.
Les États-Unis ont lancé l'opération "Locker de Davy Jones" entre juin 1946 et août 1948, au cours de laquelle onze navires contenant entre 30 000 et 40 000 tonnes d'armes chimiques allemandes capturées ont été sabordés. Neuf des navires ont été sabordés dans le détroit de Skagerrak, dans la mer Baltique, tandis que deux autres ont été coulés dans la mer du Nord. Les onze navires ont été sabordés au cours de cinq immersions distinctes dans la région scandinave.